# Rumy
Rumy (deutsch Rummy A, 1938 bis 1945 Rummau Ost, sowie Rummy B, 1938 bis 1945 Rummau West) ist ein Dorf in der polnischen Woiwodschaft Ermland-Masuren. Es gehört zur Gmina Dźwierzuty (Mensguth) im Powiat Szczycieński (Kreis Ortelsburg).

## Geographische Lage
Rumy liegt in der südlichen Mitte der Woiwodschaft Ermland-Masuren, 23 Kilometer nordwestlich der Kreisstadt Szczytno (deutsch Ortelsburg). Es ist aus zwei früher selbständigen Dörfern zusammengewachsen und gehört heute zu den längsten Straßendörfern in Masuren. Die Wiesen im Nordosten sind nach einer intensiven Entwässerung zum Ende de 19. Jahrhunderts entstanden.

## Geschichte

### Ortsgeschichte 1566 bis 1840
Rummy ist eine Gründung des Herzogs Albrecht von Preußen: in einer Handfeste verschrieb er am 10. Dezember 1566 dem Dorfschulzen Paul Kossack hundert köllmische Hufen „Waldes hinter Wappendorf“. Eine besondere Aufwärtsentwicklung nahm Rummy in der Mitte des 18. Jahrhunderts, als zwischen 1752 und 1768 zahlreiche erbfreie Höfe entstanden, die sogar bis 1945 bewirtschaftet werden konnten.
Die Separation war in Rummy 1840 abgeschlossen. Seit dieser Zeit ist die Dorfschaft – wie der Rezess es beschreibt – „in Rummy A und Rummy B geteilt und zwei besondere Speziallisten angelegt“.

### Ortsgeschichte 1840 bis 1945

#### Rummy A / Rummau Ost
Im Zuge der Separation entstanden rund um die Feldmark Rummy A zahlreiche Ausbauhöfe, so 1848 das Etablissement Laurettenhof (nicht mehr existent), das dem Mühlenbaumeister Morczek verschrieben wurde. 1874 wurde Rummy A in den neu errichteten Amtsbezirk Rummy eingegliedert. Er gehörte zum ostpreußischen Kreis Ortelsburg.
Im Jahre 1910 zählte die Landgemeinde Rummy A insgesamt 651 Einwohner. Aufgrund der Bestimmungen des Versailler Vertrags stimmte die Bevölkerung im Abstimmungsgebiet Allenstein, zu dem Rummy A gehörte, am 11. Juli 1920 über die weitere staatliche Zugehörigkeit zu Ostpreußen (und damit zu Deutschland) oder den Anschluss an Polen ab. In Rummy A stimmten 434 Einwohner für den Verbleib bei Ostpreußen, auf Polen entfielen 22 Stimmen. 1933 wurden 596 Einwohner registriert, 1939 waren es 545. Es existierten 84 landwirtschaftliche Betriebe. Bereits in den Jahren 1923 bis 1938 waren im Dorf 15 neue Wohnhäuser und 31 neue Wirtschaftsgebäude entstanden. Am 3. Juni – amtlich bestätigt am 16. Juli – 1938 wurde Rummy A aus politisch-ideologischen Gründen der Abwehr fremdländisch klingender Ortsnamen in „Rummau Ost“ umbenannt.
Während der Kriegshandlungen wurden aus Rummau Ost 7 Menschen erschossen, 9 verschleppt, und auf der Flucht starben 4 Personen. 75 Einwohner sind als Wehrmachtsangehörige gefallen. Ein Soldat gilt als vermisst.

#### Rummy B / Rummau West
Im Zuge der Separation 1840 ist Rummy B entstanden. Am 3. April 1848 entstand der nach Westen hin gelegene Ausbauhof Dörenthal (polnisch Stawek, nicht mehr existent). 1874 wurde Rummy B ein Teil des neu errichteten Amtsbezirks Rummy innerhalb des ostpreußischen Kreises Ortelsburg.
452 Einwohner zählte Rummy B im Jahre 1910. 1933 waren es noch 416 und 1939 nur noch 354. Bei der Volksabstimmung vom 11. Juli 1920 stimmten 280 Einwohner für den Verbleib bei Ostpreußen, 5 Stimmen entfielen auf Polen. 1939 gab es 63 landwirtschaftliche Betriebe. Seit dem 3. Juni – amtlich bestätigt am 16. Juli – des Jahres 1938 führte Rummy B den aus politisch-ideologischen Gründen veränderten Ortsnamen „Rummau West“. Am Ende des Krieges im Jahre 1945 waren zu verzeichnen: 5 Einwohner wurden beim Einmarsch der Russen bzw. von Polen erschossen, 18 Personen wurden verschleppt und 21 Einwohner sind als Wehrmachtsangehörige gefallen.

### Ortsgeschichte ab 1945
In Kriegsfolge kamen 1945 die schon fast zusammengewachsenen beiden Dörfer Rummau Ost und Rummau West mit dem gesamten südlichen Ostpreußen zu Polen. Die Orte wurden nun unter der polnischen Namensform „Rumy“ zusammengefasst und bilden heute ein Dorf mit Sitz eines Schulzenamtes (polnisch Sołectwo) im Verbund der Landgemeinde Dźwierzuty (Mensguth, Dorf) im Powiat Szczycieński (Kreis Ortelsburg), bis 1998 der Woiwodschaft Olsztyn, seither der Woiwodschaft Ermland-Masuren zugeordnet.

### Amtsbezirk Rummy/Rummau 1874–1945
In der Zeit von 1874 und 1945 bestand der Amtsbezirk Rummy (ab 15. November 1938: „Amtsbezirk Rummau“), der sich aus drei Landgemeinden zusammensetzte:
| Deutscher Name | GeänderterName 1938 bis 1945 | Polnischer Name |
| -------------- | ---------------------------- | --------------- |
| Rummy A        | Rummau Ost                   | Rumy            |
| Rummy B        | Rummau West                  | Rumy            |
| Samplatten     |                              | Sąpłaty         |

## Kirche

### Evangelisch
Beide Dörfer waren bis 1945 in die evangelische Kirche Mensguth in der Kirchenprovinz Ostpreußen der Kirche der Altpreußischen Union eingepfarrt. Nach 1945 gehört das Dorf Rumy weiterhin zur Kirche in Dźwierzuty, die heute eine Filialkirche der Pfarrei in Pasym (Passenheim) in der Diözese Masuren der Evangelisch-Augsburgischen Kirche in Polen ist.

### Katholisch
Auch katholischerseits gehörten die beiden Dörfer zu Mensguth (polnisch Dźwierzuty), dessen Pfarrkirche bis 1945 in das Bistum Ermland eingegliedert war. Die Kirche ist auch heute noch das Gotteshaus der Katholiken, nun allerdings zum Erzbistum Ermland gehörig.

### Baptisten
In Rummy A wurde 1861 die älteste Gemeinde der Baptisten in Masuren gegründet. Zwischen 1863 und 1864 entstand der Bau einer Kapelle, deren Gebäude noch heute steht, jedoch lange Zeit als Club, jetzt als Bibliothek umfunktioniert ist.

## Schule
Eine Dorfschule entstand in Rummy bereits in der Zeit Friedrich Wilhelms I. Sie erhielt 1925 in Rummy A ein modernes Schulgebäude mit drei Klassen, in denen etwa 150 Schüler unterrichtet wurden. 1927 erhielt auch die Dorfschule in Rummy B einen Neubau mit vier Klassenräumen.

## Verkehr
Rumy ist von Dźwierzuty (Mensguth, Dorf) bzw. der polnischen Landesstraße 57 (einstige deutsche Reichsstraße 128) aus über Łupowo (Wappendorf) und Laurentowo zu erreichen. Auch von Grzegrzółki (Kukukswalde) führt über Rusek Wielki (Groß Rauschken) und Sąpłaty (Samplatten) eine Nebenstraße nach Rumy mit Abzweig nach Leszno (Leschnau). Eine Anbindung an den Bahnverkehr gibt es nicht.

## Persönlichkeiten

### Persönlichkeiten mit Bezug zu Rumy
- Julius Stangnowski (1824–1892), Tischler, Vorsteher und Prediger der autochthonen, baptistischen sabbatarischen „Apostolisch-Christlichen Gemeinde“